# Protolithosia roseivenata
Protolithosia roseivenata är en fjärilsart som beskrevs av Johannes Karl Max Röber 1925. Protolithosia roseivenata ingår i släktet Protolithosia och familjen björnspinnare. Inga underarter finns listade i Catalogue of Life.